# 袁伯睿
袁伯睿（16世紀—16世紀），字宗聖，江西南昌府豐城縣人，軍籍，明朝政治人物。

## 生平
袁伯睿是正德十六年進士袁城之子，嘉靖二十八年（1549年）己酉科江西鄉試舉人，萬曆二年（1574年）授仁化縣知縣，為政廉明，在當地興學造士，縣內本無商稅，奸賈建議收稅，他堅持不從，並向上級辯白盡量豁免，陞太倉州知州，臨行時行李蕭然，婉拒人捐輸助裝，在太倉簡約處理政務，丈量田地使隱匿的田賦能收回；他個性遲緩，方言稱遲緩為「木拖」，州民以此稱呼他，他得知後笑著說：「後人一定會思念我這木拖。」去任後人民果然懷念他。

## 引用
1. 1 2  同治《豐城縣志·卷八·選舉》：嘉靖二十八年己酉鄉試 解元何濤……袁伯睿 字宗聖，城之子，太倉知州
2. ↑  光緒《仁化縣志·卷四·秩官第六》：袁伯睿，豐城人，萬厯二年由舉人任，政尚廉明，興學造士，邑向無商稅，黠賈建議榷緡，睿力持不從，白諸上臺盡蠲之，擢太倉守去，行李蕭然，民輸金助裝，却不受。
3. ↑  民國《太倉州志·卷十二·名宦》：袁伯睿，江西人，由舉人知州事，政簡約不徇請謁，或屬以事即面謝不敏，時田賦多隱匿，伯睿履畝清量，豪不得占，隱額遂平。性遲緩，方言目遲緩為木拖，因而呼之，伯睿聞笑曰：「後人當思我木拖也。」去果懷之。